# Titusville (Pensilvania)
Titusville es una ciudad ubicada en el condado de Crawford, Pensilvania, Estados Unidos. En 2010, la ciudad tenía una población de 5.601 habitantes. En 1859, se extrajo por primera vez petróleo siendo Titusville la pionera, dando inicio a la industria petrolera moderna.

## Geografía
Titusville se encuentra ubicada en las coordenadas 41°37′45″N 79°40′28″O / 41.62917, -79.67444.
De acuerdo con la Oficina del Censo de los Estados Unidos, la ciudad tiene una superficie total de 7,5 km². 7.5 km² de los cuales son tierra y no posee ninguna superficie cubierta por agua.

## Demografía
Según el censo de 2010, la ciudad cuenta con 5.601 habitantes. La densidad de población es de 746 hab/km² (1,931.2,2 hab/mi²). Hay 2.742 unidades habitacionales con una densidad promedio de 363,8 u.a./km² (943,7 u.a./mi²). La composición racial de la población de la ciudad es 97,58% Blanca, 1,20% Afroamericana o Negra, 0,29% Nativa americana, 0,28% Asiática, 0,00% De las islas del Pacífico, 0,08% de Otros orígenes y 0,57% de dos o más razas. El 0,85% de la población es de origen hispano o Latino cualquiera sea su raza de origen.
De los 2.523 hogares, en el 29,0% de ellos viven menores de edad, 42,8% están formados por parejas casadas que viven juntas, 14,2% son llevados por una mujer sin esposo presente y 38,9% no son familias. El 35,2% de todos los hogares están formados por una sola persona y 18,8% de ellos incluyen a una persona de más de 65 años. El promedio de habitantes por hogar es de 2,29 y el tamaño promedio de las familias es de 2,94 personas.
El 24,2% de la población de la ciudad tiene menos de 18 años, el 11,3% tiene entre 18 y 24 años, el 23,7% tiene entre 25 y 44 años, el 20,6% tiene entre 45 y 64 años y el 20,1% tiene más de 65 años de edad. La mediana de la edad es de 38 años. Por cada 100 mujeres hay 82,9 hombres y por cada 100 mujeres de más de 18 años hay 78,2 hombres.
La renta media de un hogar de la ciudad es de $25.945, y la renta media de una familia es de $36.679. Los hombres ganan en promedio $27.283 contra $20.458 para las mujeres. La renta per cápita en la ciudad es de $16.915. 15,9% de la población y 13,0% de las familias tienen entradas por debajo del nivel de pobreza. De la población total bajo el nivel de pobreza, el 21,3% son menores de 18 y el 9,8% son mayores de 65 años.